# Memórias de um Estrangulador de Loiras
Memórias de um Estrangulador de Loiras é um filme experimental brasileiro filmado em Londres em 1971. Escrito e dirigido pelo cineasta brasileiro Júlio Bressane e estrelado por Guará Rodrigues. Este é o primeiro filme do diretor após seu exilio em Londres, em maio de 1970, por consequência das censuras e perseguições da ditadura militar, o décimo filme do diretor e sexto filme produzido por sua produtora, Belair Filmes.

## Sinopse
Um serial-killer assassina ininterruptamente mulheres louras.

## Recepção
O filme só chegou a ser exibido no Brasil em 1981, no Cinema Candido Mendes, Rio de Janeiro. A dificuldade em acessar o longa, contribuiu para sua fama de ser um dos trabalhos mais raros e mais elogiados de Bressane. Memórias de um Estrangulador de Loiras possui nota 7,3/10 no IMDb baseado em 61 avaliações de usuários. No Letterboxd sua nota média é de quatro de cindo estrelas possíveis, baseado em 595 avaliações.

Segundo o crítico de cinema Wallace Andrioli, Memórias de um Estrangulador de Loiras é "uma obra prima, (...) radicalmente moderno, metalinguístico, experimental". Andrioli considera o filme como um filme de horror "semelhante a Alien – O 8º Passageiro (1979), de Ridley Scott, e O Enigma de Outro Mundo (1982), de John Carpenter." Já o critico Luís Alberto Rocha Melo afirma que 
| “ | "Memórias de um Estrangulador de Louras é como um feto que bóia, louco e feliz, no útero-Cinema. De uma simplicidade surpreendente e inspiradora, Memórias de Um Estrangulador de Louras deveria ser exibido nas TVs, de preferência na Sessão da Tarde, para deleite de crianças acamadas e febris. (...) Bressane posiciona-se na infância do cinema. Olha a realidade com olhos saltados. Balbucia palavras. Cataloga ludicamente ruídos e músicas. Namora bem de perto a inocência cinematográfica." | ” |